# Hélène de Fougerolles
Hélène Christine Rigoine de Fougerolles (Vannes, 25 febbraio 1973) è un'attrice francese.
Attrice attiva in campo cinematografico a partire dall'inizio degli anni novanta, è un volto noto anche al pubblico televisivo soprattutto per il suo ruolo da protagonista nella serie Balthazar.

## Biografia

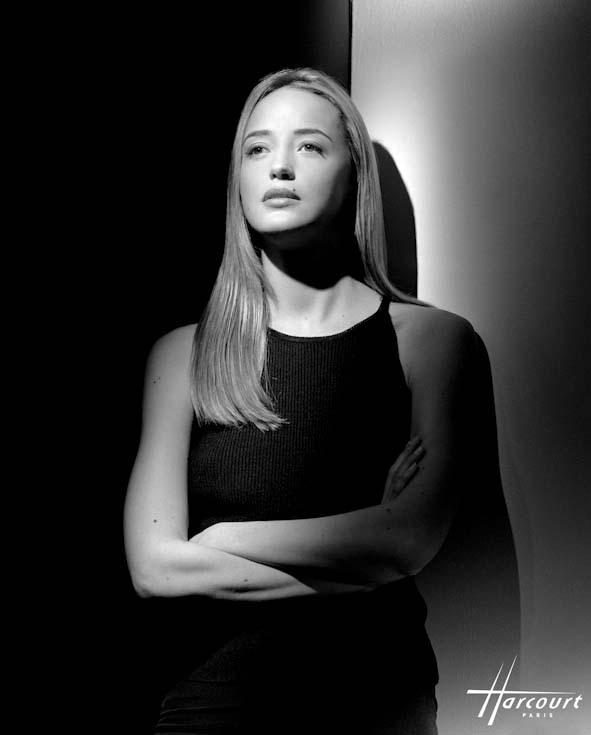
Hélène de Fougerolles nel 2008

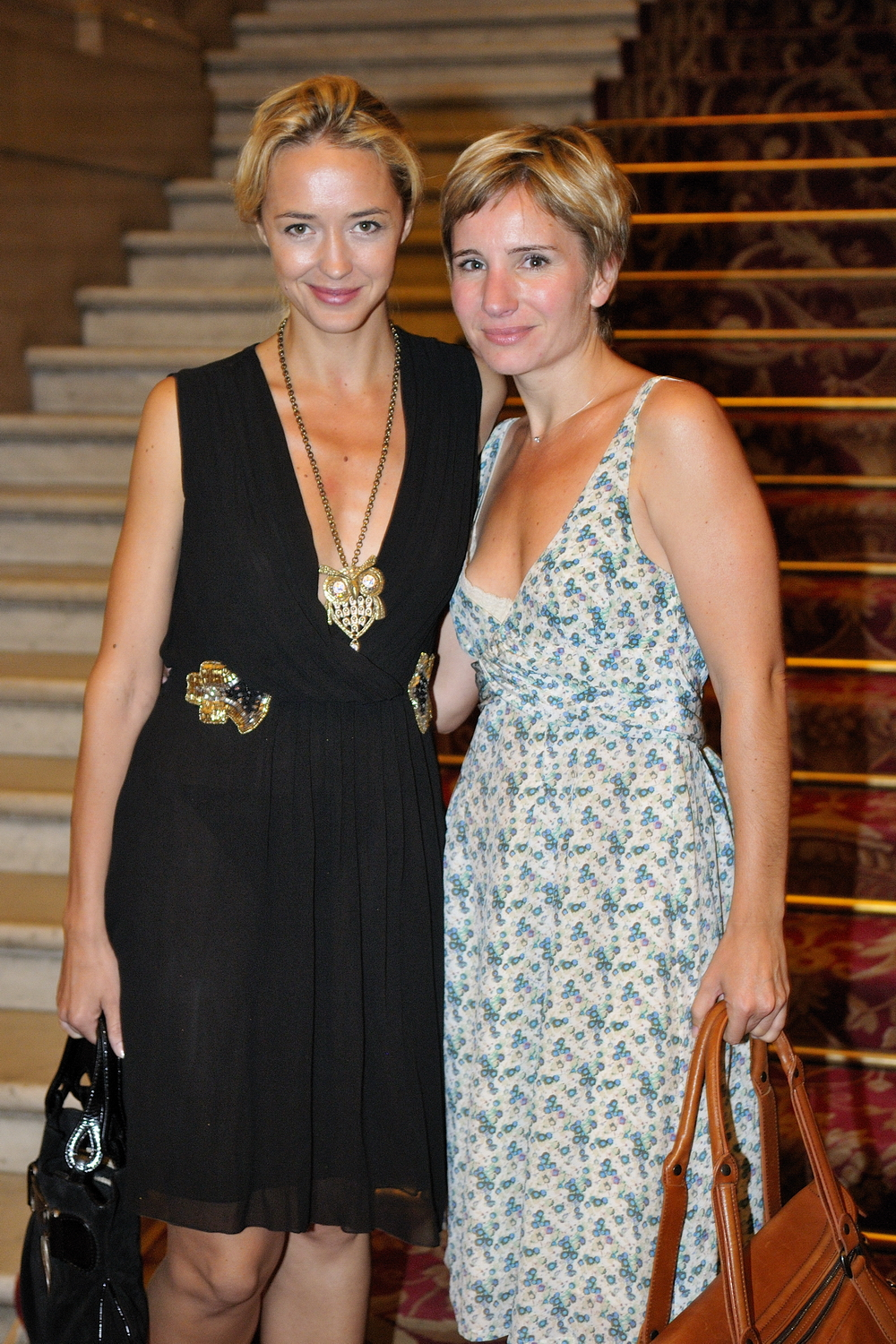
Hélène de Fougerolles (a sinistra nella foto) al Festival del cinema di Parigi nel luglio 2009

Hélène Christine Rigoine de Fougerolles nasce a Vannes, in Bretagna, il 25 febbraio 1973. I suoi genitori, Alain Rigoine de Fougerolles e Anne Saumay de Laval, si separano quando lei ha tre anni. All'età di 15 anni, abbandona gli studi di cosmetica per dedicarsi alla recitazione e, dopo aver frequentato un corso di arte drammatica, si trasferisce a New York, dove frequenta il Lee Strasberg Theatre Institute. Debutta sul grande schermo nel 1993, interpretando il ruolo di Géneviève nel film Le Mari de Léon, diretto da Jean-Pierre Mocky. La stessa Hélène de Fougerolles definirà questo ruolo "bello, ma delirante". L'anno seguente è nel cast del film Giovanna d'Arco - Parte II: Le prigioni, diretto da Jacques Rivette e con protagonista Sandrine Bonnaire, sequel di Giovanna d'Arco - Parte I: Le battaglie.
Il suo primo ruolo cinematografico da protagonista è nel film Que la lumière soit (1998) di Arthur Joffé, in cui interpreta la parte di Jeanne e dove recita al fianco di Tchéky Karyo: il ruolo le vale una candidatura al premio César come miglior promessa femminile. L'anno seguente, fa una piccola apparizione nel film The Beach, diretto da Danny Boyle e con protagonisti Leonardo DiCaprio e Virginie Ledoyen. Nel luglio del 2000 si sposa con il produttore Éric Hubert, dal quale divorzia sette anni dopo. Dal matrimonio nasce nel 2003 una figlia, Shana, affetta da autismo. Nel 2001 è nel cast del film Chi lo sa? di Jacques Rivette, dove interpreta il ruolo di Dominique, ruolo per il quale ottiene la seconda candidatura al premio César come miglior promessa femminile, e le viene anche assegnato il premio Romy Schneider.
Nel 2003 è nel cast del film Il tulipano d'oro, con Vincent Pérez e Penélope Cruz, dove interpreta il ruolo di Madame Pompadour, mentre nel 2004 è protagonista, al fianco di Jonathan Zaccaï, del film Finché nozze non ci separino di Julie Lipinski, in cui interpreta la parte di Lola. Nel 2008 è tra i protagonisti, al fianco di Laurent Lucas, del film La donna di nessuno di Vincenzo Marano, dove interpreta il ruolo di Jeanne Dupuis e, nel 2009, è protagonista, nel ruolo di Sonia, del film horror Mutants di David Morlet e del film TV Fausses innocenses, diretto da Chandelle André. Nel 2013 è protagonista, al fianco di Eriq Ebouaney, del film Le Collier du Makoko, diretto da Henri-Joseph Koumba Bididi.
Nel 2018 è protagonista, nel ruolo del comandante Katel Leguennec, del film TV Delitto nel vigneto, thriller del ciclo Meurtres à.... Sempre a partire dal 2018 è protagonista, al fianco di Tomer Sisley, delle prime tre stagioni della serie televisiva poliziesca Balthazar, dove interpreta il ruolo del capitano Hélène Bach. Il 18 dicembre 2020, l'attrice annuncia sul proprio profilo Instagram la sua decisione di non prendere parte alle riprese della quarta stagione della serie.

## Filmografia parziale

### Cinema
- Le Mari de Léon, regia di Jean-Pierre Mocky (1993)
- Giovanna d'Arco - Parte II: Le prigioni (Jeanne la Pucelle II - Les prisons), regia di Jacques Rivette (1994)
- Quattro delitti in allegria (La Cité de la peur), regia di Alain Berbérian (1994)
- Le Péril jeune, regia di Cédric Klapisch (1994)
- Ognuno cerca il suo gatto (Chacun cherche son chat), regia di Cédric Klapisch (1996)
- La Divine Poursuite, regia di Michel Deville (1997)
- Que la lumière soit, regia di Arthur Joffé (1998)
- The Beach, regia di Danny Boyle (1999)
- Amore pericoloso (The Fall), regia di Andrew Piddington (1999)
- Chi lo sa? (Va savoir), regia di Jacques Rivette (2001)
- Il mare (Hafið), regia di Baltasar Kormákur (2002)
- Il tulipano d'oro (Fanfan la Tulipe), regia di Gérard Krawczyk (2003)
- Innocence, regia di Lucile Hadžihalilović (2004)
- Finché nozze non ci separino (Le Plus Beau Jour de ma vie), regia di Julie Lipinski (2004)
- Pardonnez-moi, regia di Maïwenn (2006)
- La donna di nessuno (Sans état d'âme), regia di Vincenzo Marano (2008)
- Vampire Party (Les Dents de la nuit), regia di Stephen Cafiero e Vincent Lobelle (2008)
- Mutants, regia di David Morlet (2009)
- Le Collier du Makoko, regia di Henri-Joseph Koumba Bididi (2013)

### Televisione
- Fausses innocences, regia di André Chandelle - film TV (2009)
- Le secret d'Elise - miniserie TV, 6 episodi (2015)
- Delitto nel vigneto (Meurtres à Strasbourg), regia di Laurence Katrian - film TV (2018)
- Balthazar - serie TV, 24 episodi (2018-2020)
- Et la montagne fleurira - miniserie TV (2022)

## Premi e candidature
- 1999: Candidatura al Premio César come miglior promessa femminile per Que la lumière soit[10]
- 2002: Premio Romy Schneider[1]
- 2002: Candidatura al Premio César come miglior promessa femminile per Chi lo sa? [10]

## Doppiatrici italiane
- In Balthazar Hélène de Fougerolles è doppiata da Francesca Bielli[3]